# Yahoo!メッセンジャー
Yahoo!メッセンジャー（やふーめっせんじゃー）とは、Yahoo! JAPANが無償提供していたインスタントメッセンジャーである。提供期間は、2000年4月12日 - 2014年3月26日。

## 概要
Yahoo!メッセンジャーを利用するにはYahoo! JAPAN IDの取得が必要である。利用者間でメッセージをやりとりする場合には、このIDによって識別を行い、友人登録を行う。
また、2007年4月3日にYahoo!チャットのWeb版が廃止されたため、Yahoo! JAPANの提供するチャットサービスを利用するにはYahoo!メッセンジャーのダウンロードが必須となった。
利用者の減少が著しく、2014年3月26日15時を以て、サービスを終了した。

## クライアントの種類
Yahoo!メッセンジャーには以下の種類のクライアントがあった。
- Windows版
- Mac版
- ウェブ版
- iPhone版

Windows版、Mac版を利用する場合にはメッセージアーカイブはPC上に残る（設定による）が、ウェブ版を利用した場合サーバー上に残される。また、モバイル版の場合はメッセージを送信した相手に自分がモバイル版を利用してログインしている旨が通知される。

## Yahoo! Messengerとの互換性
Yahoo!メッセンジャーはYahoo! JAPANが独立して運営していたため、米国Yahoo!が運営するYahoo! Messengerとは互換性を持たない。Yahoo! JAPAN IDとYahoo! Inc,IDが別管理なことによる。そのため、両サービスを跨った形でのチャットやメッセージの遣り取りは一切出来ない。
バージョン7.0の場合は、US版Yahoo!メッセンジャーと日本語版のそれぞれの共存ができた。
バージョン9.5の場合は、共存が不可能なので、US版か日本語版どちらかのみしかインストールできない。
しかしながら、それぞれの公式サイトのWeb版メッセンジャーによって、日本語版9.5をインストールしていても、US版のWeb版メッセンジャーによってコミュニケーションを行うことが可能である。

## 主な機能
- 1対1通信
  - インスタントメッセンジャー
  - ビデオ機能（Windows版、Mac版）
  - ボイス機能（Windows版）
- 対多人数通信
  - チャット（Windows版、Mac版）
  - カンファレンス（Windows版、Mac版）
- 写真・動画の共有（Windows版）
- ファイル送受信（Windows版、Mac版）
- アラート（Windows版、Mac版）
  - Yahoo!メール
  - ヤフオク!

## プラグイン
Windows版バージョン9.0より、プラグインが利用できるようになった。このプラグインの仕様は公開されており、JavaScript及びVisual C++の知識があれば自作することも可能である。なお、Yahoo! JAPANから開発キットも公開されている。